# Charles Dillon Perrine
Charles Dillon Perrine (28 luglio 1867 – Villa del Totoral, 21 giugno 1951) è stato un astronomo argentino-statunitense.
Nato nell'Ohio, lavorò al Lick Observatory dal 1893 fino al 1909, quindi divenne direttore dell'Osservatorio Nazionale Argentino (oggi chiamato Osservatorio Astronomico di Córdoba), fino al 1936. 
Nel 1901, assieme a George Ritchey osservò l'apparente moto superluminale nella nebulosità attorno alla stella Nova Persei 1901. 
Scoprì due satelliti naturali di Giove, oggi noti come Himalia (nel 1904) ed Elara (nel 1905), designati inizialmente come "Giove VI" e "Giove VII"; il loro attuale nome risale soltanto al 1975.
Fu scopritore o co-scopritore di otto comete: la C/1895 W1 Perrine, la C/1896 C1 Perrine-Lamp, la C/1896 V1 Perrine, la 18D/Perrine-Mrkos, la C/1897 U1 Perrine, la C/1898 L2 Perrine, la C/1898 R1 Perrine-Chofardet e la C/1902 R1 Perrine.
Lavorò per promuovere lo studio dell'astrofisica in Argentina, e spinse per la costruzione di un grande telescopio (il Bosque Alegre), che non fu comunque completato fino al 1942, dopo il suo ritiro, avvenuto nel 1936. Negli ultimi anni rimase in Argentina, e qui morì, nella Villa General Mitre. È sepolto nel cementerio disidente della città di Córdoba.

## Riconoscimenti
L'astronomo ceco Antonín Mrkos gli ha dedicato un asteroide, 6779 Perrine, gli sono stati dedicati anche un cratere di 87 km sulla Luna e una regione di Ganimede.